# Smålands spelmansförbund
Smålands spelmansförbund grundades 1948 och är ett spelmansförbund i Sverige. Förbundet är idag medlem i Sveriges Spelmäns riksförbund.

## Historik
Den 19 juni 1948 på stadshotellet i Nässjö bildades Smålands spelmansförbund. Ingivare till bildandet av förbundet var civilingenjören Gösta Klemming. Förbundet startade 1977 medlemstidningen Smålåtar. År 1998 firade förbundet sig 50-år jubileum med en konsert på Växjö konserthus.

## Utgivningar

### Böcker
- Smålands spelmansförbund 70 år: 1948-2018. [Sverige]: [utgivare okänd]. 2018. Libris r38dh17gppqvg45m

### Notböcker
- Klemming, Gösta (1965). 50 småländska låtar. Göteborg: AB Nordisk folkmusik. Libris kxqv5968hb0c4wkp
- Klemming Gösta W., red (1980). 50 småländska låtar. [S.l.]: Sweden music. Libris 1359204
- Klemming Gösta W., red (1980) (på inget språkligt innehåll). 30 småländska låtar. [Stockholm]: Sweden music. Libris 1359201
- Gustafsson, Magnus; Tobiasson LarsErik (1983). Folkmusik från Småland och Öland. Ingelstad: Smålands spelmansförb. Libris 440186
- Klemming Gösta W., red (1993). 50 småländska låtar arrangerade för två fioler och altfiol. [Sverige]: [Smålands spelmansförbund]. Libris 1864559
- Dufva, Petter; Gustafsson Magnus (2004). Notbok efter Petter Dufva!. Smålands spelmansförbund. Libris 9958257
- Skoglund, Lennart (2005). Småländsk folkton ett urval av 51 låtar för två fioler ur Lennart Skoglunds notböcker. Smålands spelmansförbund. Libris 9899920

## Diskografi
- Smålands spelmansförbund (2018). Smålandslåtar. [Utgivningsort okänd]: Smålands Musikarkiv. Libris 1fj8xmw9zr68cbll